# Nissan SR20DET

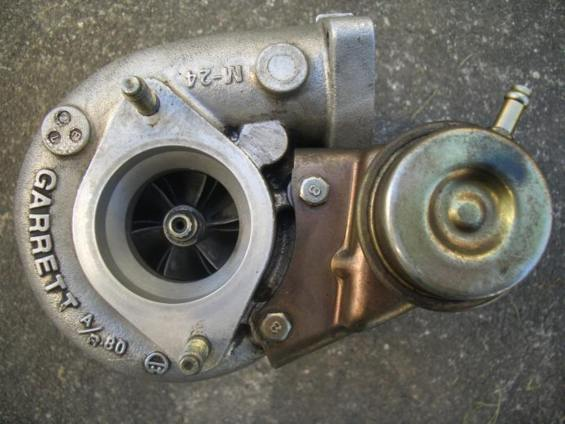
Турбонаддув Garrett T25G используется на большинстве двигателей SR20DET

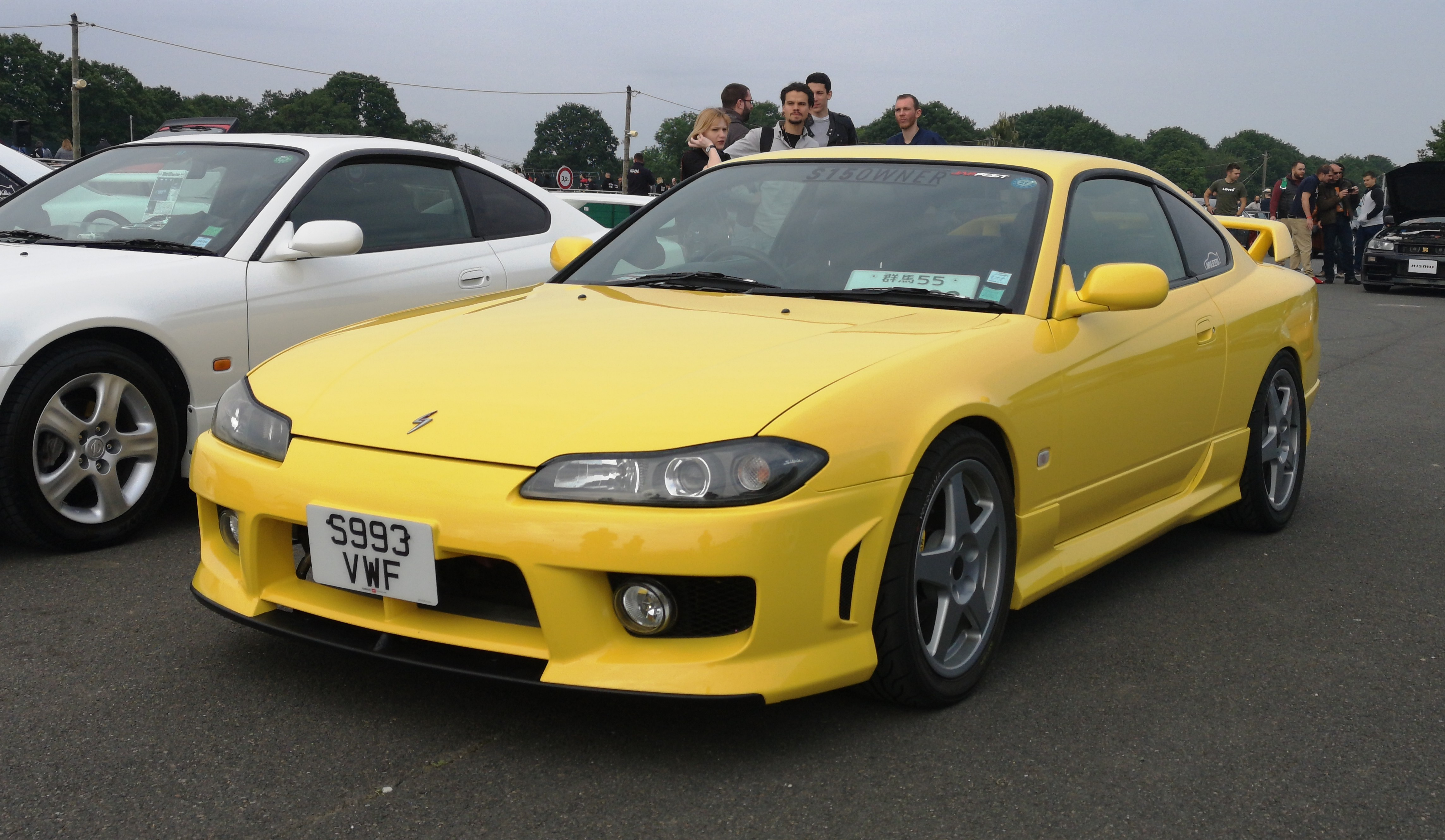
1999 Nissan Silvia Spec-R (S15) с двигателем SR20DET

Nissan SR20DET — 2,0-литровый (1998 см3) рядный четырёхцилиндровый бензиновый двигатель внутреннего сгорания, являющийся частью семейства SR. Серийно выпускался с 1989 по 2002 год. Являлся турбированной версией SR20DE и заменой CA18DET.
SR20DET, как и CA18DET, оснащался турбонаддувом и интеркулером. Это был популярный четырёхцилиндровый двигатель, который устанавливался на разные автомобили Nissan, в первую очередь, на Nissan Silvia и 180SX. Также двигатель устанавливался на Pulsar GTI-R, Nissan NX Coupe и Nissan Bluebird.
SR20DET также заменил двигатели KA24E и KA24DE в моторной гамме североамериканских Nissan 240SX.

## Расшифровка
- SR — семейство двигателей
- 20 — рабочий объём 2,0 литра
- D — двойной верхний распредвал
- E — система впрыска топлива с несколькими портами
- T — турбонаддув

## История
SR20DET впервые был представлен в октябре 1981 года на Nissan Bluebird U12 2000SSS ATTESA Limited, затем с 1991 года двигатель устанавливался на Nissan Silvia S13 и Nissan 180SX. Остальные модели оснащались безнаддувным двигателем Nissan SR20DE.
С 1995 года SR20DET устанавливался на Nissan Avenir, с 1997 года — на Nissan R’nessa, а с 1999 года — на Nissan Liberty. SR20DET был снят с производства в августе 2002 года и заменён QR20DE.

## Цвета клапанных крышек
| Цвет       | Модель                    | Годы производства   |
| ---------- | ------------------------- | ------------------- |
| Красный    | S13/180SX/Bluebird/Pulsar | 1989—1994           |
| Чёрный     | S13/180SX                 | 1994—1998           |
| Чёрный     | S14/S15                   | 1994—2002           |
| Серебряный | Avenir/R'nessa            | 1995—2002/1997—2001 |

## Технические характеристики
- Клапанный механизм: DOHC
- Диаметр цилиндра и ход поршня: 86 мм
- Объём: 2,0 л (1998 см3)